# Joe Simpson

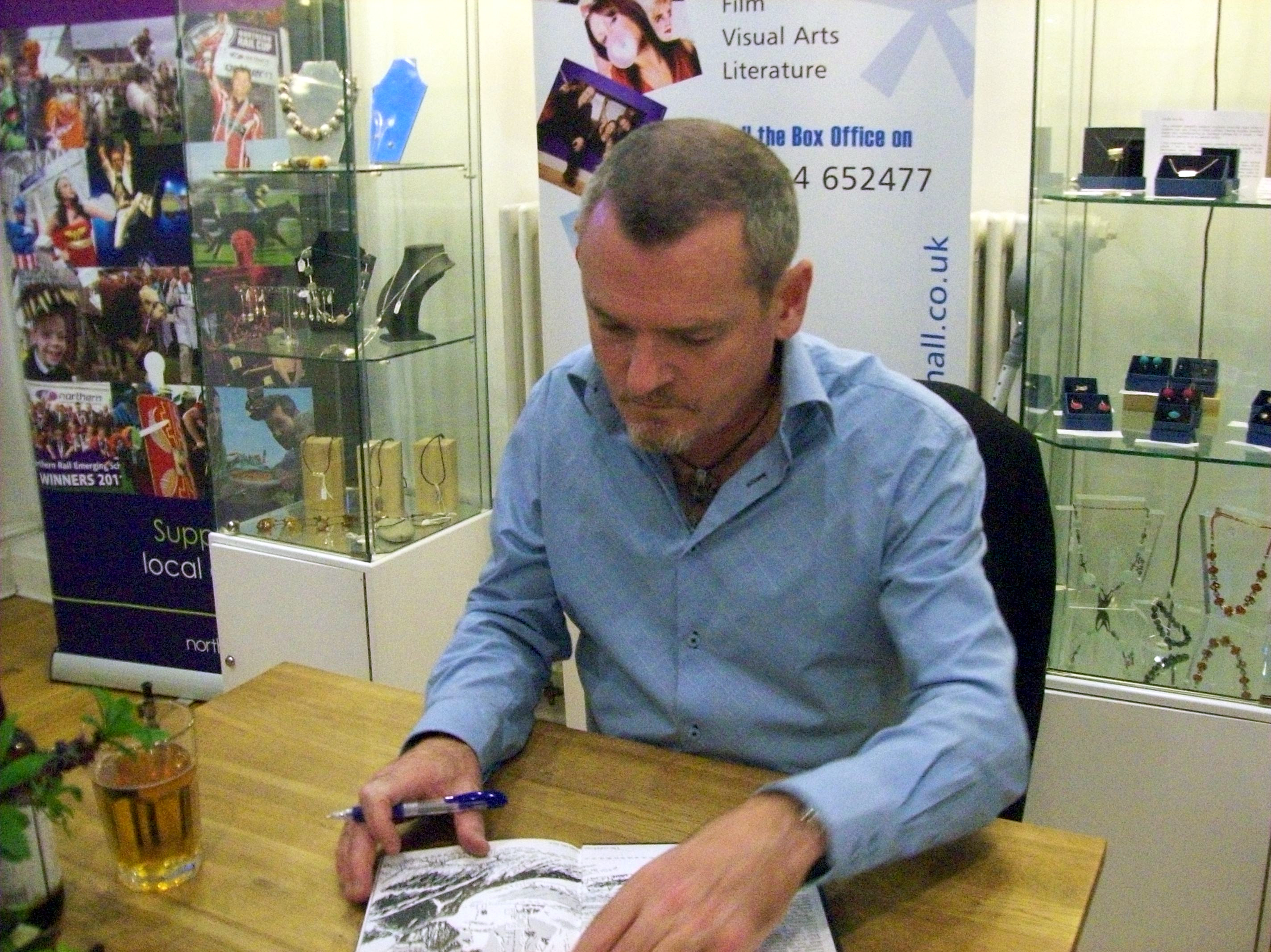
Joe Simpson mit seinem Buch Sturz ins Leere, 2013

Joe Simpson (* 13. August 1960 in Kuala Lumpur) ist ein britischer Bergsteiger, Autor und Vortragsredner.

## Sturz ins Leere
Bekannt wurde Simpson durch sein Buch Touching the Void (dt. Titel: Sturz ins Leere, verfilmt ebenfalls unter den Titeln Touching The Void bzw. Sturz ins Leere), für das er 1988 den Boardman-Tasker-Preis for Mountain Literature erhielt und das 2003 auch verfilmt wurde.
Simpson beschreibt darin seine qualvolle Rückkehr ins Basislager, nachdem er sich beim Abstieg vom Siula Grande (Anden) bei einem Sturz das rechte Knie zertrümmert hatte. Beim Versuch seines Partners Simon Yates, den Verletzten Simpson abzuseilen, blieb dieser unter einem Eisüberhang frei am Seil hängen. Um sein eigenes Leben zu retten, schnitt Yates das Seil durch. Simpson stürzte in eine Gletscherspalte und wurde von Yates für tot gehalten und zurückgelassen. Joe Simpson überlebte den Absturz allerdings. Er durchschritt die Gletscherspalte und konnte sich trotz des gebrochenen Beins und ohne Wasservorrat ins Basislager retten, von wo er durch seine Bergpartner geborgen wurde.
Nach seiner Genesung, zu der insgesamt sechs Operationen notwendig waren, fing Simpson wieder mit dem Bergsteigen an.
In späteren Werken beschreibt Simpson andere Expeditionen, wie den Versuch von Toni Kurz und Andreas Hinterstoißer einer Eiger-Nordwand-Besteigung, sowie die Änderung seiner Einstellung gegenüber dem Extrembergsteigen aufgrund der vielen Leben, die diese Sportart gekostet hat.

## Begehungen
- 1985 Siula Grande (Anden) Westwand durch Joe Simpson und Simon Yates (Sturz ins Leere Filmdokumentation der Besteigung)

## Werke
- Touching the Void (1988), ISBN 0-09-945229-4; Deutsch: Sturz ins Leere, (1994), ISBN 978-3-492-21247-2, Verfilmung 2003
- The Water People (1992), (Roman) ISBN 0-349-10349-6
- This Game of Ghosts (1993), ISBN 0-09-938011-0; Deutsch: Spiel der Geister. Die Sucht nach dem Berg (1999), ISBN 978-3-453-16154-2
- Dark Shadows Falling (1997), ISBN 0-09-975611-0
- Storms of Silence (1996), ISBN 0-09-957811-5
- The Beckoning Silence (2003), ISBN 0-09-942243-3; Deutsch: Im Banne des Giganten. Der lange Weg zum Eiger (2003), ISBN 978-3-492-24439-8; Verfilmung 2007 unter dem Titel Drama in der Eiger-Nordwand